# Окраинка (Приморский край)
Окра́инка — село в Чугуевском муниципальном районе Приморского края России.

## География
Село находится на правом берегу реки Журавлёвка (правом притоке Уссури), на расстоянии 86 км (по прямой) к северо-востоку от села Чугуевка, административного центра района.
Через село проходит автодорога, отходящая в окрестностях села Самарка на восток от трассы «Кокшаровка — Дальнереченск». От Окраинки до Самарки около 40 км, между сёлами находятся две заброшенные (нежилые) деревни Плохотнюки и Журавлёвка. К востоку в 5 км от Окраинки находится село Заветное, далее по автодороге можно доехать до города Дальнегорск.

## Население
| 2002 | 2006 | 2010 |
| ---- | ---- | ---- |
| 13   | ↘12  | ↘7   |

## Улицы
В селе имеется одна улица: Партизанская.